# Oscar Peter Cornelius Kock
Oscar Peter Cornelius Kock (* 23. Oktober 1860 in Krungerup, Radsted Sogn; † 17. Mai 1937 in Kongens Lyngby) war ein dänischer Kaufmann und kommissarischer Inspektor in Grönland.

## Leben
Oscar Peter Cornelius Kock war der Sohn des Lehrers Richard Moritz Alfred Kock und seiner Frau Eleonora Juliane Storck. Er wurde in einem kleinen Dorf östlich von Sakskøbing geboren. Kurz nach seiner Konfirmation wurde Oscar Peter Cornelius Kock 1875 auf die Färöer geschickt, wo er in Tórshavn in der färöischen Abteilung der Handelsfirma des ursprünglich aus Hamburg stammenden und nach Island ausgewanderten Carl Franz Siemsen angestellt wurde. Dessen Sohn Heinrich (Hendrik Jón) war mit einer Schwester von Richard Moritz Alfred Kock verheiratet. Einer von Oscar Peter Cornelius Kocks Kollegen war zu diesem Zeitpunkt Johan Carl Joensen, der 1880 in die Dienste von Den Kongelige Grønlandske Handel trat und von 1898 bis 1900 kommissarischer Inspektor von Nordgrönland werden sollte. 1878 wechselte er zur Handelsfirma von Jørgen Bech & Söhnen in Klaksvík und 1880 zu M. C. Restorff & Söhne nach Hvannasund, kehrte aber noch im selben Jahr zu Siemsen zurück.
Am 1. April 1884 verließ er die Färöer nach neun Jahren und zog nach Kopenhagen, wo er bereits am 16. April bei Den Kongelige Grønlandske Handel angestellt wurde. Er wurde umgehend nach Grönland gesandt, wo er am 15. August in Qaqortoq als Volontär zu arbeiten begann. Am 1. Oktober wurde er als kommissarischer Bergbaukontrolleur nach Ivittuut versetzt. 1886 wurde er Volontär in Paamiut. Dort heiratete er am 1. August 1886 die Färingerin Guðrun Hválborg Paulina Pálsson (1865–1887), Tochter des Kaufmanns Anthonius Venceslaus Pálsson und seiner Frau Hansine Pauline Gregersen. Sie starb kurz nach der Geburt des ersten Kinds im Alter von nur 21 Jahren an Kindbettfieber. Am 15. Januar 1887 wurde er zum Handelsassistenten befördert und durfte die Kolonie vom 15. Mai bis zum 7. August 1887 als kommissarischer Kolonialverwalter leiten. Von 1889 bis 1890 war er erneut kommissarischer Kolonialverwalter. Daraufhin erhielt er erneut Heimaturlaub, wo er am 15. Mai 1891 in Kopenhagen Mathilde Elisa Amalia Kierulff (1872–?), Tochter des Handelsagenten Frederik Vilhelm Kierulff und seiner Frau Fanny Marie Christiane Hviid, heiratete. Die Ehe wurde später geschieden. Nach seiner Rückkehr wurde er 1891 Handelsassistent in Maniitsoq. 1894 wurde er nach Sisimiut versetzt, wo er am 7. März 1895 zum Kolonialverwalter befördert wurde und zurück nach Paamiut wechselte. Von 1899 bis 1900 war er erneut beurlaubt. Anschließend wurde er Kolonialverwalter in Maniitsoq, wurde aber schon 1901 nach Nuuk versetzt. Dort ersetzte Oscar Peter Cornelius Kock ab 1902 den verstorbenen Regnar Stephensen als Inspektor von Südgrönland, bevor Ole Bendixen das Amt im Folgejahr übernahm. Daraufhin wurde er zum Kolonialverwalter in Aasiaat ernannt. 1907 wechselte er nach Qaqortoq. 1909 wurde er erneut beurlaubt, kehrte aber nicht mehr zurück und reichte 1911 seinen Rücktritt ein.
Aus seinem späteren Leben ist nichts überliefert. Am 16. Juni 1915 heiratete er in Taastrup in dritter Ehe die Krankenschwester Petrine Nikoline Pedersen (1883–?), Tochter des Hausbesitzers Jens Bjerregaard Pedersen und Mette Kirstine Nielsen. Neben seinen Ehen hatte Oscar Peter Cornelius Kock mehrere uneheliche Kinder mit verschiedenen Grönländerinnen, über die er Nachkommen in Grönland hat. Er starb 1937 im Alter von 76 Jahren in Kongens Lyngby.